# Élisabeth Jacquet de La Guerre
Élisabeth Claude de La Guerre, z domu Jacquet (ochrzczona 17 marca 1665 w Paryżu, zm. 27 czerwca 1729 tamże) – francuska klawesynistka i kompozytorka.

## Życiorys
Pochodziła z rodziny muzyków. Jej talent został dostrzeżony przez Ludwika XIV, w latach 1682–1684 przebywała na dworze pod opieką królewskiej faworyty, markizy de Monstespan. W 1684 roku poślubiła organistę Marina de La Guerre (1658–1704). Po śmierci męża urządziła w swoim paryskim mieszkaniu salon muzyczny, gdzie dawała koncerty. Cieszyła się sławą jako nauczycielka klawesynu i improwizatorka.
Napisała operę Céphale et Procris (wyst. Paryż 1694). Była to pierwsza francuska opera skomponowana przez kobietę. Ponadto była autorką baletu, suit klawesynowych i skrzypcowych, kantat, zaginionego Te Deum. Obok François Couperina należała do kompozytorów francuskich, którzy najwcześniej zaadaptowali włoską formę sonaty triowej.